# کیم یونگ-گی (بازیکن بسکتبال)
کیم یونگ-گی (انگلیسی: Kim Yeong-gi؛ زادهٔ ۷ ژانویهٔ ۱۹۳۶) بازیکن بسکتبال اهل کره جنوبی بود. وی در بازی‌های المپیک تابستانی ۱۹۵۶ و ۱۹۶۴ شرکت کرده‌است.